# Detlev Heinrich von Bülow

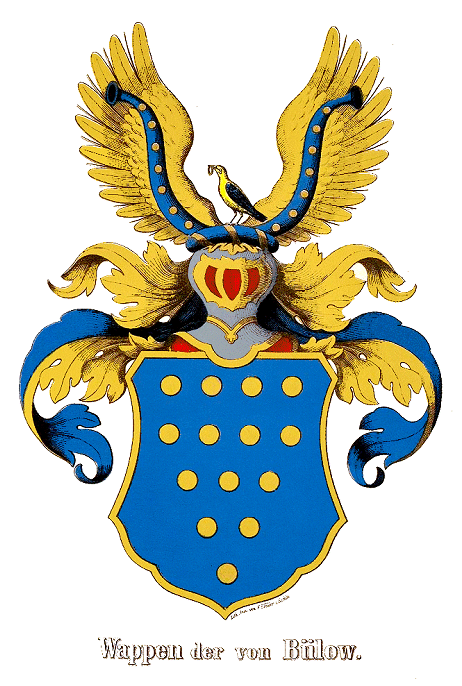
Wappen derer von Bülow

Detlev Heinrich von Bülow (* 16. Januar 1782 in Glückstadt; † 22. März 1855 in Kiel) war ein schleswig-holsteinischer Gutsbesitzer und Verwaltungsjurist in dänischen Diensten.

## Leben
Detlev Heinrich von Bülow (Nr. 247 der Geschlechtszählung) entstammte dem Zweig Westensee des ursprünglich mecklenburgischen Adelsgeschlechts von Bülow. Er war ein Sohn des dänischen Kammerherrn und Landrats Cay Friedrich von Bülow (1742–1798) auf Gut Westensee und dessen Frau Christine Friederike von Rumohr auf Bothkamp.

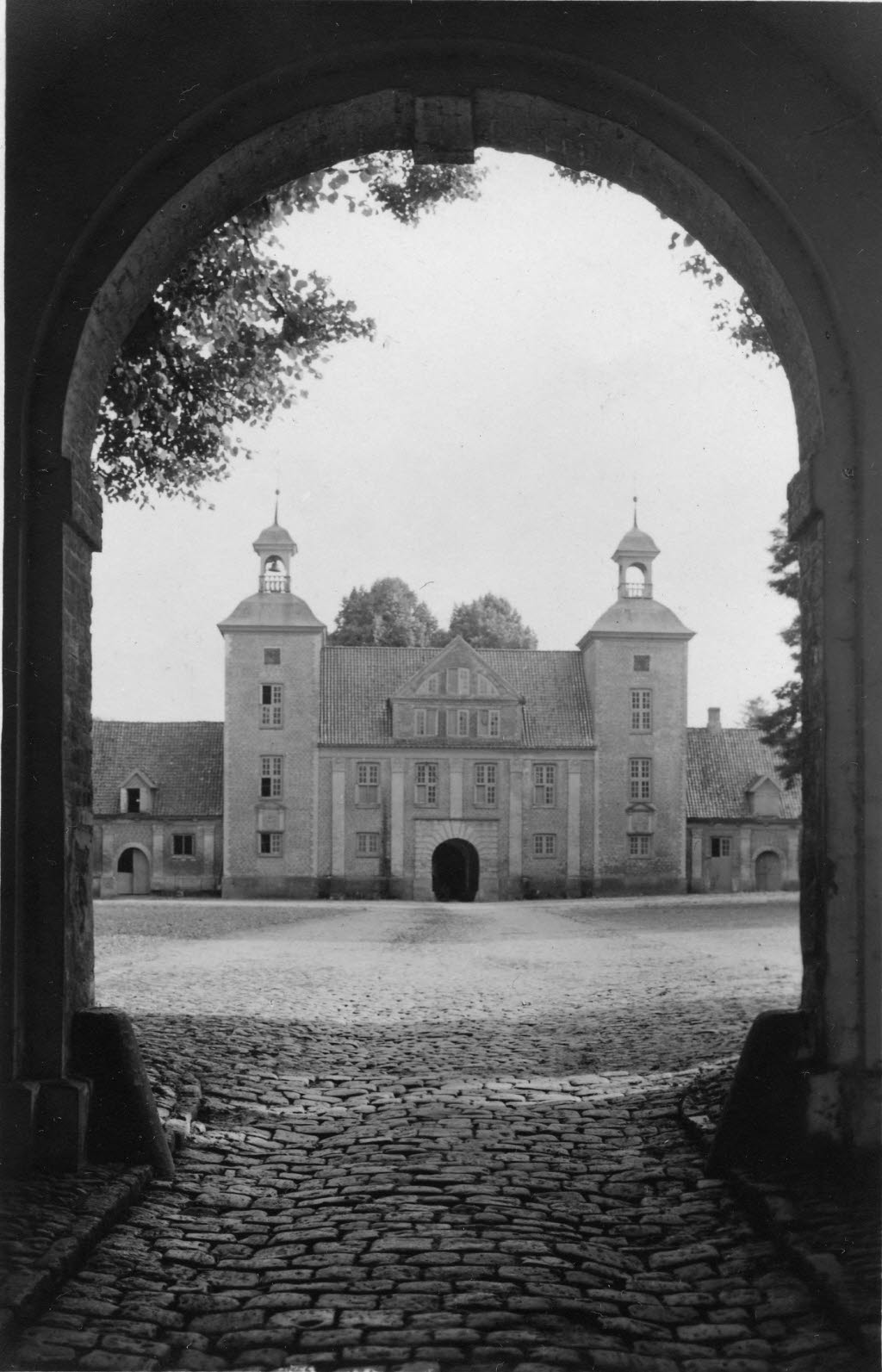
Gut Bothkamp, Torhaus (1920)

Er wuchs bei seinem kinderlosen Onkel Heinrich von Rumohr auf Bothkamp auf. Ab Mai 1800 studierte er Rechtswissenschaften an der Universität Kiel und trat dann als Auskultant beim Obergericht Gottorf in den Verwaltungsdienst der Herzogtümer im Dänischen Gesamtstaat. Gleichzeitig wurde er zum Kammerjunker ernannt.
Nach dem Tod seines Onkels 1812 erbte er durch testamentarische Stiftungsurkunde den Fideikommiss Bothkamp, bestehend aus den Adeligen Gütern Bothkamp, Schönhagen, Backhorst und Altenrade. Von 1820 bis 1824 war er Distriktsdeputierter des Preetzer Güterdistrikts. 1824 kaufte Detlev von Bülow das Gut Westensee im gleichnamigen Kirchspiel benachbarte Gut Bossee hinzu, das sich seitdem im Besitz seiner Nachkommen befindet.
Im dänischen Staatsdienst war von Bülow von 1809 bis 1827 Amtmann über das Amt Hütten mit der Landschaft Stapelholm und von 1827 bis 1831 das Amt Gottorf. Ab 1810 war er zugleich Wirklicher Landrat für die Herzogtümer Schleswig und Holstein. Von April 1838 bis Februar 1847 amtierte er als Verbitter (Rechtsvertreter) des Klosters Itzehoe. Bis 1841 war er auch Beisitzer am Schleswigschen Landgericht.
In der ersten Sitzungsperiode der Holsteinischen Ständeversammlung 1835/36 war von Bülow persönlicher Deputierter der erblichen Virilstimme, die Karl von Hessen-Kassel als Inhaber des Hessensteinschen Fideikommisses (Gut Panker) zustand. Von 1840 bis 1846 war er wiederum, nun als vom König ernannter Vertreter der Ritterschaft, Deputierter der Holsteinischen Ständeversammlung.
Detlev von Bülow war zweimal vermählt. Seine erste Gemahlin war die am 6. Juli 1789 geborene Juliane Isabelle Louise Amalie, Tochter des dänischen Generalleutnants Graf Rochus Carl zu Lynar (1745–1825) und der Sophie von Ahlefeldt aus dem Hause Lindau, mit der er sich am 25. November 1809 verheiratete; sie starb schon im ersten Wochenbett am 10. Oktober 1810. Das einzige Kind aus dieser Ehe war die Tochter Isabella (* 19. September 1810 in Schleswig; † 6. Juli 1892 in Eltville), die Adolf Langwerth von Simmern heiratete.
In zweiter Ehe heiratete er am 10. März 1813 Friederike Juliane Charlotte (1785–1861), geb. von Varendorff, Tochter des dänischen Generalmajors von Varendorff und der Christine Sophie von Warnstedt. Der älteste überlebende Sohn aus dieser Ehe und Erbe war Friedrich Gustav von Bülow (1817–1893).
Als Detlev Heinrich von Bülow 1855 starb, galt er als „einer der reichsten Gutsbesitzer des Landes“.

## Auszeichnungen
- Kammerherr (31. Juli 1815)[9]
- Titel Geheimer Konferenzrat, Exzellenz (Rang 1. Klasse Nr. 13)[10]
- Dannebrogorden
  - Ritter (25. Mai 1824)[11]
  - Dannebrogsmann (1. November 1828)[12]
  - Großkreuz (9. Juli 1839)[13]